# 塔拉扎克
塔拉扎克（法語：Talazac，法語發音：[talazak]）是法国上比利牛斯省的一个市镇，属于塔布区。

## 地理
塔拉扎克（43°19'58"N, 0°2'17"E）面积1.58 平方千米，位于法国奧克西塔尼大區上比利牛斯省，该省份为法国西南部内陆省份，北至热尔省，西接大西洋比利牛斯省，南与西班牙接壤，东临上加龙省。
与塔拉扎克接壤的市镇（或旧市镇、城区）包括：圣莱泽、蒙塔内、皮若、锡亚鲁伊。

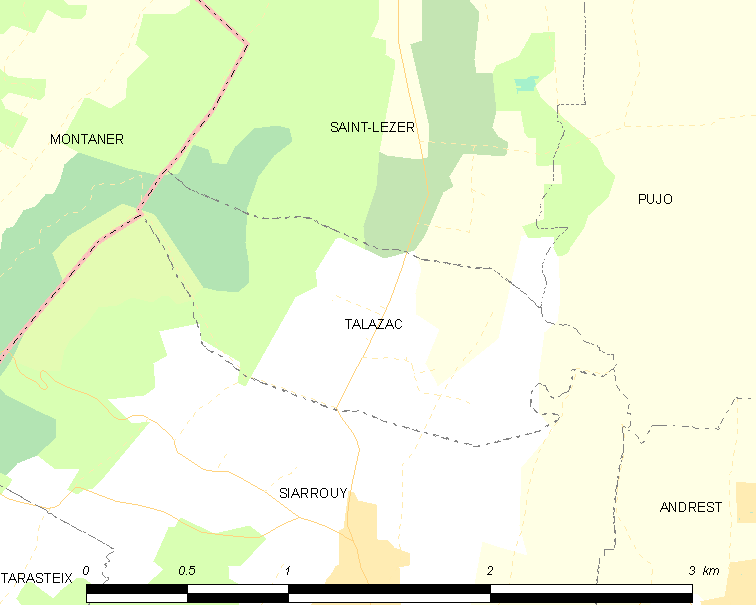
塔拉扎克的OSM定位图

塔拉扎克的时区为UTC+01:00、UTC+02:00（夏令时）。

## 行政
塔拉扎克的邮政编码为65500，INSEE市镇编码为65438。

## 政治
塔拉扎克所属的省级选区为比戈尔地区维克县。

## 人口

1962-2008年间塔拉扎克人口变化图示

塔拉扎克于2022年1月1日时的人口数量为76人。